# Управление частным капиталом
Управление частным капиталом (англ. wealth management) — комплекс консультационных услуг, охватывающих все аспекты финансовой жизни частного клиента с крупным состоянием — финансовые инвестиции, планирование, бухгалтерский учёт и налогообложение, юридические вопросы.
Как правило, такие услуги включают рекомендации по использованию трастов и других механизмов доверительного управления собственностью, рекомендации по передаче бизнеса, в том числе через опционы, по использованию механизмов хеджирования через деривативы для больших пакетов акций. Традиционно, состоятельным клиентам инвестиционных компаний требовался более высокий уровень сервиса, эксклюзивные предложения и персональное обслуживание, чем это было доступно рядовым клиентам.
В учебном курсе Института CFA по «управлению крупным частным капиталом» отмечается существование двух первичных факторов отличающих частных инвесторов от инвестиционных учреждений.
- Во-первых, отличаются временные горизонты. Частные лица ограничены продолжительностью жизни, в отличие от потенциально бесконечной жизни учреждений. Этот факт требует применение стратегий для передачи активов в конце жизни человека (наследование). Наследование является объектом законов и правил которые варьируются от местности к местности и, следовательно, также могут различаться и стратегии.
- Вторым фактором, влияющим на различные подходы к стратегиям портфельного управления для частного капитала и капитала учреждений, является то, что люди чаще сталкиваются с разнообразием налогов на доходы от инвестиций, которые варьируются от местности к местности. Методы портфельного управления, предлагаемые клиентам для достижения их целей, учитывающие в том числе и налоговые вычеты, должны соответствовать требованиям конкретных налоговых органов.

Термин «управление частным капиталом» впервые был использован в розничных подразделениях Goldman Sachs и Morgan Stanley для дифференцирования услуг состоятельным клиентам от массового рынка, однако позднее термин получил распространение и на рынке финансовых услуг.
В конце 1980-х годов частные банки и брокерские фирмы начали предлагать семинары и проводить мероприятия, предназначенные для демонстрации опыта, возможностей и инструментов фирм-спонсоров[уточнить]. В течение нескольких лет сформировалась новая бизнес-модель — Family Office Exchange в 1990 году, Institute for Private Investors в 1991 году и CCC Alliance в 1995 году. Деятельность этих новых образований была направлена на просвещение и обучение состоятельных клиентов и создание сети взаимосвязей между такими клиентами и членами их семей.
Программы обучения «управлению капиталом» для состоятельных частных инвесторов предлагают несколько ведущих университетов. Первая такая программа была предложена в Уортонской школе бизнеса при Пенсильванском университете. С 1995 года 573 инвестора из 32 стран прошли обучение по этой программе. Пятидневная программа предлагается два раза в год в сотрудничестве с Institute for Private Investors. В Чикагском университете и Стэнфордском университете также предлагается пятидневные программы. В 2009 году Колумбийский университет предложил трёхдневный курс инвестирования, предназначенный для частных инвесторов с крупными капиталами.
Согласно исследованию лондонской консалтинговой фирмы Scorpio, по состоянию на 2017 год крупнейшими банками по величине управляемого капитала являлись швейцарский UBS (2,1 трлн долларов), а также американские Bank of America (1,97 трлн долларов) и Morgan Stanley (1,95 трлн долларов). Самый большой скачок вперёд совершил китайский банк China Merchants Bank, поднявшийся в списке на 5 позиций и занявший в нём 15 место.